# Vitorlázórepülés
A vitorlázórepülés motor nélküli repülés. Aerodinamikailag ideális alakú, lehető legkisebb légellenállással bíró, könnyű szerkezetű, szilárd építésű vitorlázó repülőgéppel végzett repülés, amelynek során a pilóta leggyakrabban az emelő légáramlatokat (termikeket) használja emelkedéshez, de a hegyek közelében a felfelé mozgó szelet is képes kihasználni. A tévhittel ellentétben nem szükséges a szél a levegőben maradáshoz. 

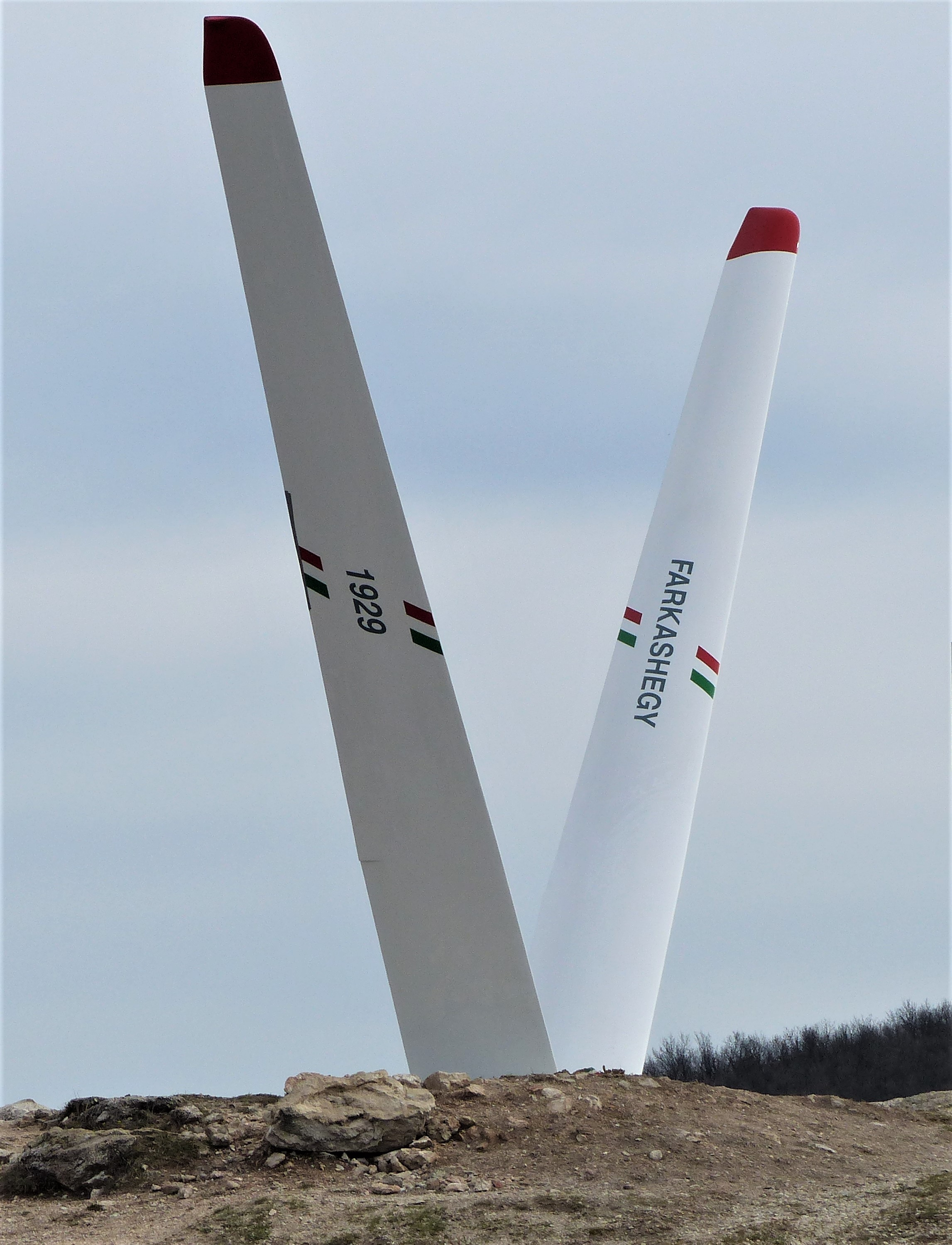
Vitorlázórepülő-emlékmű a Farkashegyen

## Története
A vitorlázórepülés lehetőségének kutatása a 19. század végén kezdődött. Az első sikeres  vitorlázórepülés 1895-ben a német Otto Lilienthal nevéhez fűződik. Az első sikeres repülések vitorlázó repülések voltak az ember történetében. Ezt követte a Wright fivérek motoros repülése, mely háttérbe szorította a vitorlázórepülés iránti érdeklődést.
Már az első világháború alatt használtak vitorlázó repülőgépeket csapatszállításra, mely technológiát először a németek alkalmaztak. Ezeket a repülőgépeket egy motoros gép vontatta a bevetés helyszínére.
A vontatást a mai napig használják, hiszen a nehezebb vitorlázó repülőgépeket nem lehet csőrölve a levegőbe juttatni, illetve szinte bármilyen magasra fel lehet vontatni (ameddig a vontató repülőgép képes emelkedni) egy vitorlázót ezzel a módszerrel.
Az első világháború után a vesztes országoknak megtiltották a motoros repülést, így törekedtek a motor nélküli repülési lehetőség kihasználására. A korlátozó intézkedések hatására a vitorlázórepülés a sportrepülés egyik legfontosabb ága lett. A vitorlázórepülés fejlődésének eredménye, hogy a magassági rekord meghaladja a 14 000 métert, a megtett vízszintes távolság az 1600 kilométert, az átlagos haladási sebességi rekord a 200 kilométer/óra értéket. 
Magyarországon 1929-ben, a Farkashegyen kezdődött a vitorlázó-repülés.

## Emelések jellege
- lejtővitorlázás
- termikvitorlázás
- viharfront-repülés
- alpesi repülés
- hullámvitorlázás